# Joaquim Pires
Joaquim Pires est une municipalité brésilienne située dans l'État du Piauí.